# The Amazing Spider-Man
The Amazing Spider-Man (укр. Дивовижна Людина-павук) — американська серія коміксів, присвячена супергерою Людині-павуку, перший випуск якого вийшов у березні 1963 року. Над цим коміксом у різний час працювала велика кількість художників і сценаристів, у тому числі й Стен Лі, творець Людини-павука.
Історія почалася у щомісячному коміксі Amazing Fantasy #15, в якому Пітер Паркер отримав свої сили, і втратив найдорожчу для себе людину.
У лютому 2018 року видавництво Fireclaw Ukraine за офіційною ліцензією Marvel почало випускати Людину-павука українською. Першим коміксом стала серія Дена Слотта Amazing Spider-Man (Vol. 4) (2015-2016), що виходить у синґлах щомісяця.

## Історія публікацій
Характер був створений письменником-редактором Стеном Лі та художником і співплаттером Стівом Дітко, а пара випустила 38 випусків з березня 1963 по липень 1966 р. Дітко залишив після 38-го випуску, а Лі залишався письменником до випуску в 1971 р. З того часу багато письменників і художників протягом багатьох років перейшли на комікси, що характеризують пригоди найвідомішого героя Marvel.
Чудовий Людина-павук був першокласним серіалом персонажа за свої перші п'ятдесят років публікації, і став єдиною щомісячною серією зірки Людина павук до The Spectacular Spider-Man в 1976 році, хоча в 1972 році дебют Marvel Team — На жаль, з переважною більшістю питань, що представляють Людину-павука, а також обертається чужорідних персонажів Marvel. Більшість основних персонажів і лиходіїв саги «Людини-павук» були введені саме у «Дивовижній» серії, і за деякими винятками, саме там відбулися найважливіші події в історії персонажа. Серія стабільно публікувалась до #441 (листопад 1998 року), коли Marvel Comics відновив її до «Vol. 2» з новим випуском #1 (січень 1999 р.), Але на 40-річчя «Людина-павук» цей новий титул повернувся до використання нумерації оригінальної серії, починаючи знову з випуску #500 (грудень 2003 р.). І триває до остаточного випуску #700 (лютий 2013 року).

### 1960-х
Завдяки великим продажам при першій появі персонажа в Amazing Fantasy #15, Людина-павук отримав свою власну серію в березні 1963 року. Початкові серії, Стен Лі та Стів Дітко, літописали нову кар'єру Людини-павука з його життям добродушного підлітка Пітера Паркера. Пітер об'єднав свою кар'єру, як Людина-павук з його роботою в якості позаштатного фотографа «The Daily Bugle», під  редактором-газети Джея Джона Джеймсоном, щоб підтримати себе і свою слабку тітку Мей. У той же час Пітер відчував громадську ворожість до Людини-павука та своїх однокласників Флеш Томпсон і Ліз Аллен у середній школі, в той же час, невловимий роман з секретаркою Джеймсона Бетті Брант.

Пітер Паркер

У цей час було введено в дію більшість ключових лиходіїв і персонажів, що протистоять Людині-павуку. Випуск #1 (березень 1963 р.) ознаменував перші появу Джея Джона Джеймсона та його астронавта-сина Джона Джеймсона, а також начальника Хамелеона. Вона включала першу зустріч героя з командою супергероїв Фантастичної четвірки. Випкск #2 (травень 1963 р.) ознаменувався першою появою Стерв'ятника і Тінкерера, а також початком роботи фотографа Паркера в газеті The Daily Bugle.
Ера Стен Лі та Стів Дітко продовжувала вводити значну кількість лиходіїв та підтримуючих персонажів, у тому числі Доктора Восьминіга в #3 (липень 1963 р.), Піскова людина і Бетті Брант в #4 (бересень 1963), Ящірка в #6 (листопад 1963 р.), Живий мозок в #8 (січень, 1964), Електор в #9 (лютий 1964 р.), Містеріо в #13 (червень 1964), Зелений гоблін в #14 (липень 1964), Крейвен-Мисливець в #15 (серпень 1964 р.). Пітер розпочав відвідування ESU в #31 (грудень 1965 р.), Питання, в якому висвітлювалися перша поява друзів та однокласників Ґвен Стейсі та Гаррі Озборна. Батько Гаррі, Норман Озборн вперше з'явився в #23 (квітень 1965 р.). В якості члена сімейного клубу Джеймсона, але його не назвали та не розкривали, як батька, до #37 (червень 1966 р.).
У першому номері художник Джон Роміта-старший, #39 (серпень 1966 року), Немезида «Зелений гоблін» виявляє секретну ідентичність людини-павука і розкриває свою власну особу для полону героя. Людина-павук Роміти — більш відполірована та героїчна, ніж Стів Дітко — стала моделлю на два десятиліття. В епоху Стен Лі і Джона Роміта ст.. відбулося впровадження таких персонажів, як редактор Роббі Робертсон у #52 (вересень 1967) та капітана поліції штату Нью-Йорк (NYPD) Джордж Стейсі, батько дівчини Паркера Ґвен Стейсі, #56 (січень 1968). Найбільш важливим допоміжним персонажем, який буде введено під час епохи Роміти, була Мері Джейн Вотсон, яка вперше справила її на 42-му місці (листопад 1966 р.), Хоча вона вперше з'явилася у #25 (червень 1965 р.), Її обличчя маскувало і мали був згаданий з 15-го числа (серпень 1964 р.).
Стен Лі і Джон Роміта старший пом'якшили поширене відчуття антагонізму в світі Паркера, покращуючи відносини Паркера з підтримуючими персонажами та маючи багато історій, присвячених соціальним та коледжним життям персонажів, як це відбувалося в пригодах Людини-павука. Розповіді стали більш актуальними, вирішуючи такі питання, як громадянські права, расизм, права в'язнів, В'єтнамська війна та політичні вибори.
Випуск The Amazing Spider-Man #50 / Spider-Man No More! (липень 1967) представив високотривалий кримінальний майстер Кінгпін, який також став основною силою в супергероївській серії Шибайголова. Інші помітні персонажи в епоху Стена Лі та Джона Роміта ст.  включають Носоріг в #41 (жовтень 1966), Шокер в #46 (березень 1967), Бродяга в #78 (листопад 1969).

### Релаунч 2015 року
Після подій Secret Wars 2015 року ряд лінійок пов'язаних з Людиною-павуком були, або перезапущені, або створені у рамках події «All-New, All-Different Marvel». Серія «The Amazing Spider-Man» була перезапущена, а також в першу чергу сфокусована на Пітера Паркера, який продовжує керувати Parker Industries і стає успішним бізнесменом, який працює по всьому світі. Нова серія також пов'язана з такими подіями як: «Civil War II» (з участю Улісс Кейн, який може передбачити можливе майбутнє), «Dead No More» (де відродився Бен Рейлі [оригінал Червоний Павук], та виступив у якості одного з антагоністів), «Secret Empire» (події під час правління Гідри, яке вплинуло на Стіва Роджерса / Капітан Америка, а також звільнення Parker Industries Пітером Паркером для того, щоб зупинити Отто Октавіуса).

### Fresh Start
У березні 2018 року було оголошено, що письменник Нік Спенсер буде писати основну двомісячну серію про Людину-павука, починаючи з нового #1 випуска, замінивши минулого письменника Дена Слотта, в рамках липневого перезапуску коміксів Marvel Fresh Start.

## Нагороди та номінації
| Нагороди та номінації | Нагороди та номінації      | Нагороди та номінації                                                | Нагороди та номінації                                                                                      | Нагороди та номінації | Нагороди та номінації |
| Рік                   | Нагорода                   | Категорія                                                            | Номінант                                                                                                   | Результат             |                       |
| --------------------- | -------------------------- | -------------------------------------------------------------------- | --- | --------------------- | --------------------- |
| 1962                  | Alley Award                | Краща коротка історія                                                | Amazing Fantasy #15, «Origin of Spider-Man», автор Стен Лі і Стів Дітко                                    | Перемога              |                       |
| 1963                  | Alley Award                | Кращий комікс про пригоди героя                                      | The Amazing Spider-Man                                                                                     | Перемога              |                       |
| 1963                  | Alley Award                | Кращий герой                                                         | Людина-павук                                                                                               | Перемога              |                       |
| 1964                  | Alley Award                | Кращий комікс про пригоди героя                                      | The Amazing Spider-Man                                                                                     | Перемога              |                       |
| 1964                  | Alley Award                | Кращий об'ємний комікс                                               | The Amazing Spider-Man Annual #1, «Sinister Six», автор Стен Лі і Стів Дітко                               | Перемога              |                       |
| 1964                  | Alley Award                | Кращий герой                                                         | Людина-павук                                                                                               | Перемога              |                       |
| 1965                  | Alley Award                | Кращий комікс про пригоди героя                                      | The Amazing Spider-Man                                                                                     | Перемога              |                       |
| 1965                  | Alley Award                | Кращий герой                                                         | Людина-павук                                                                                               | Перемога              |                       |
| 1966                  | Alley Award                | Кращий журнал коміксів                                               | The Amazing Spider-Man                                                                                     | Перемога              |                       |
| 1966                  | Alley Award                | Краща повнометражна історія                                          | Amazing Spider-Man #39, «How Green was My Godlin», автори Стен Лі і Джон Роміта старший                    | Перемога              |                       |
| 1967                  | Alley Award                | Кращий журнал коміксів                                               | The Amazing Spider-Man                                                                                     | Перемога              |                       |
| 1967                  | Alley Award                | Кращий костюмований супергерой                                       | Людина-павук                                                                                               | Перемога              |                       |
| 1967                  | Alley Award                | Кращий другорядний персонаж без надздібностей (чоловік)              | Джей Джона Джеймсон                                                                                        | Перемога              |                       |
| 1967                  | Alley Award                | Кращий другорядний персонаж без надздібностей (жінка)                | Мері Джейн Вотсон                                                                                          | Перемога              |                       |
| 1968                  | Alley Award                | Кращий комікс про пригоди героя                                      | The Amazing Spider-Man                                                                                     | Перемога              |                       |
| 1968                  | Alley Award                | Кращий другорядний персонаж                                          | Джей Джона Джеймсон                                                                                        | Перемога              |                       |
| 1969                  | Alley Award                | Кращий комікс про пригоди героя                                      | The Amazing Spider-Man                                                                                     | Перемога              |                       |
| 2002                  | Eisner Award               | Краща серіалізована історія                                          | The Amazing Spider-Man vol. 2, #30–35 «Coming Home», автори Джозеф Майкл Стражинскі і Джон Роміта молодший | Перемога              |                       |
| 2012                  | Diamond Comic Distributors | 2012 Топ Долар Комікс року (англ. 2012 Top Dollar Comic of the Year) | Amazing Spider-Man #700, «Dying Wish: Suicide Run», автори Ден Слотт і Умберто Рамос                       | Перемога              |                       |
| 2014                  | Diamond Comic Distributors | 2014 Топ Долар Комікс року (англ. 2014 Top Dollar Comic of the Year) | Amazing Spider-Man #1 Vol. 3, автори Ден Слотт і Умберто Рамос                                             | Перемога              |                       |

## Важливі події

### Перші появи
| Поява                              | Номер випуску      | Місяць/рік    |
| ---------------------------------- | ------------------ | ------------- |
| Хамелеон                           | (Vol. 1) #1        | Березень 1963 |
| Джей Джона Джеймсон                | (Vol. 1) #1        | Березень 1963 |
| Стерв'ятник                        | (vol. 1) #2        | Травень 1963  |
| Доктор Восьминіг                   | (Vol. 1) #3        | Липень 1963   |
| Бетті Брант                        | (Vol. 1) #4        | Вересень 1963 |
| Піщана людина                      | (Vol. 1) #4        | Вересень 1963 |
| Ящір                               | (Vol. 1) #6        | Листопад 1963 |
| Електро                            | (Vol. 1) #9        | Січень 1964   |
| Містеріо                           | (Vol. 1) #13       | Червень 1964  |
| Зелений гоблін (Норман Озборн)     | (Vol. 1) #14       | Липень 1964   |
| Крейвен-мисливець                  | (Vol. 1) #15       | Серпень 1964  |
| Зловісна шістка                    | (Vol. 1) Annual #1 | Січень 1964   |
| Нед Лідс                           | (Vol. 1) #18       | Листопад 1964 |
| Скорпіон (Мак Гарган)              | (Vol. 1) #20       | Січень 1965   |
| Ґвен Стейсі                        | (Vol. 1) #31       | Грудень 1965  |
| Гаррі Озборн                       | (Vol. 1) #31       | Грудень 1965  |
| Носоріг                            | (Vol. 1) #41       | Жовтень 1966  |
| Мері Джейн Вотсон                  | (Vol. 1) #42       | Червень 1966  |
| Шокер                              | (Vol. 1) #46       | Березень 1967 |
| Кінгпін                            | (Vol. 1) #50       | Липень 1967   |
| Джордж Стейсі (батько Ґвен Стейсі) | (Vol. 1) #56       | Січень 1968   |
| Ванесса Фіск (У шлюбі з Кінгпін)   | (Vol. 1) #70       | Березень 1969 |
| Морбіус                            | (Vol. 1) #101      | Жовтень 1971  |
| Гог                                | (Vol. 1) #103      | Грудень 1971  |
| Каратель                           | (Vol. 1) #129      | Лютий 1974    |
| Шакал (Майлз Воррен)               | (Vol. 1) #129      | Лютий 1974    |
| Павукомобіль                       | (Vol. 1) #130      | Березень 1974 |
| Бен Рейлі як "клон Пітера Паркера" | (Vol. 1) #149      | Жовтень 1975  |
| Ракетний гонщик                    | (Vol. 1) #172      | Вересень 1977 |
| Чорна Кішка                        | (Vol. 1) #194      | Липень 1979   |
| Гобґоблін                          | (Vol. 1) #238      | Березень 1983 |
| Пума                               | (Vol. 1) #256      | Вересень 1984 |
| Срібний Соболь                     | (Vol. 1) #265      | Червень 1985  |
| Веном                              | (Vol. 1) #300      | Травень 1988  |
| Людина-павук 2099                  | (Vol. 1) #365      | Серпень 1992  |
| Ізекіль                            | (Vol. 2) #30       | Червень 2001  |
| Морлан                             | (Vol. 2) #30       | Червень 2001  |
| Містер Негатив                     | (Vol. 1) #546      | Січень 2008   |
| Крейвен-мисливець (Ана Кравінов)   | (Vol. 1) #565      | Вересень 2008 |
| Шовк                               | (Vol. 3) #1        | Червень 2014  |

## Сюжетні лінії
| Сюжетна арка                         | Випуск(и) | Дата публікації              | Сценарист(и)                 | Художник(и)                  |
| "If This Be My Destiny...!"          | - The Amazing Spider-Man (Vol. 1) #31-33 | грудень 1965 – лютий 1966    | Стен Лі                      | Стів Дітко                   |
| "How Green Was My Goblin!"           | - The Amazing Spider-Man (Vol. 1) #39-40 | серпень 1966 – вересень 1966 | Стен Лі                      | Джона Роміта-старший         |
| "Spider-Man No More!"                | - The Amazing Spider-Man (Vol. 1) #50-52 | липень –1967 – вересень 1967 | Стен Лі                      | Джона Роміта-старший         |
| "Doc Ock Wins!"                      | - The Amazing Spider-Man (Vol. 1) #53-56 (58) | жовтень 1967 – січень 1968   | Стен Лі                      | Джона Роміта-старший         |
| "Green Goblin Reborn!"               | - The Amazing Spider-Man (Vol. 1) #96-98 | травень – липень 1971        | Стен Лі                      | Ґіл Кейн                     |
| "The Six Arms Saga"                  | - The Amazing Spider-Man (Vol. 1) #100-102 | вересень – листопад 1971     | Стен Лі                      | Ґіл Кейн                     |
| "The Night Gwen Stacy Died"          | - The Amazing Spider-Man (Vol. 1) #121-122 | червень – липень 1973        | Джеррі Конвей                | Ґіл Кейн                     |
| "Nothing Can Stop the Juggernaut!"   | - The Amazing Spider-Man (Vol. 1) #229-230 | червень – липень 1982        | Роджер Штерн                 | Джона Роміта-молодший        |
| "The Kid Who Collects Spider-Man"    | - The Amazing Spider-Man (Vol. 1) #248 | січень 1984                  | Роджер Штерн                 | Рон Френц                    |
| "The Death of Jean DeWolff"          | - The Spectacular Spider-Man (Vol. 1) #107-110 | жовтень 1985 – січень 1986   | Пітер Девід                  | Річ Баклер                   |
| "Gang War"                           | - The Amazing Spider-Man (Vol. 1) #284-288 | січень – травень 1987        | Том Дефалько Крістофер Пріст | різноманітні                 |
| "The Wedding"                        | - The Amazing Spider-Man Annual (Vol. 1) #21 | вересень 1987                | Джим Шотер Девід Міхеліні    | Пол Раян                     |
| "Kraven's Last Hunt"                 | - Web of Spider-Man (Vol. 1) #31-32 - The Amazing Spider-Man (Vol. 1) #293-294 - The Spectacular Spider-Man (Vol. 1) #131-132                        | жовтень – листопад 1987      | Джей Ем ДеМеттьес            | Майк Зек                     |
| "Spider-Man: Coming Home"            | - The Amazing Spider-Man (Vol. 2) #30-35 | червень – листопад 2001      | Джозеф Майкл Стражинскі      | Джон Роміта молодший         |
| "Dying Wish"                         | - The Amazing Spider-Man (Vol. 1) #698-700 | листопад - грудень 2012      | Ден Слотт                    | Умберто Рамос                |
| "Dead No More: The Clone Conspiracy" | - The Amazing Spider-Man (Vol. 4) #19-24 - The Clone Conspiracy #1-5 - Prowler (Vol. 2) #1-5 - Silk (Vol. 2) #14-17 - The Clone Conspiracy: Omega #1 | жовтень 2016 – травень 2017  | Ден Слотт                    | Джим Чьон Джузеппе Камунколі |
| "Spider-Man: Back to Basics"         | - The Amazing Spider-Man (Vol. 5) #1-5 | вересень – листопад 2018     | Нік Спенсер                  | Раян Оттлі                   |

## Українські переклади

### Fireclaw
Spider-Man (укр. Спайдермен/Людина-павук) — перша локалізована серія коміксів The Amazing Spider-Man в Україні, а саме серію 2015-2016 років яку означають як Vol. 4, перший український випуск якої вийшов у лютому 2018 року. Цю серію щомісяця видає Fireclaw, та перекладає Сергій Ковальчук.
На момент коли видавництво Рідна Мова вже майже рік випускало комікси DC, прийшов час і Marvel підкоритися українському читачу. До цього вже були спроби з неофіційним виданням Дедпула, а також декілька оглядових артбуків від КМ Букс, проте офіційне видавання серії про Людину-павука розпочалось лише у лютому 2018 року, видавництвом Fireclaw. 11 травня 2019 року, на Київському Фестивалі Коміксів 2, видавництво оголосило що випустить усі номери обмеженої серії (події) Dead No More: The Clone Conspiracy, включаючи тай-іни з серії The Amazing Spider-Man (Vol. 4), у своїй щомісячній журнальній серії Spider-Man (#19-28).

### Північні Вогні
4 липня 2019 року, під вихід на екрани України кінострічки «Людина-павук: Далеко від дому» видавництво Північні Вогні анонсувало випуск коміксу «Людина-павук: Інакший» (англ. «Spider-Man: The Other»), а саме збірку усіх коміксів, які входять у цю сюжетну арку, серед яких є і випуски серії Amazing Spider-Man (Vol. 1 #525-528). Випуск коміксу запланований на 21-22 вересня 2019, на фестивалі CCU2019.

## Цікаві факти

### Дедпул ізAmazing Spider-Man #47!
Сьогодні ми дивимося на класичне питання Джо Келлі і Піта Вудса про Дедпул (#11 першої серії), де Дедпул подорожує в часі... прямо в старому номері автори Стен Лі і Джон Роміта старший Amazing Spider-Man! Проблема стосується Дедпула і його супутника, старої сліпої жінки, названої (відповідним чином) сліпим Аль, який застряг у минулому. «Минуле», в якому вони застрягли, зокрема, це Amazing Spider-Man #47! Опинившись у минулому,  Сліпа Ел  прикидається тіткою Мей, а Дедпул використовує голографічний проектор, щоб він виглядав як Пітер Паркер. Потім вони взаємодіють з персонажами Amazing Spider-Man #47, включаючи лиходія з цього питання, Крейвен-мисливець. Вони намагаються знайти знайомого вченого Дедпула,  Тхір , чия молодша теорія може теоретично допомогти їм повернутися до сьогодення. У всьому випуску Джо Келлі весело дивиться на діалог і сюжет старого випуску «Людина-павук».[джерело?]

### Spectacular Spider-ManпротиAmazing Spider-Man!
Це журналу The Spectacular Spider-Man #1 в 1968 році. Історія була сильно перевидана і відредагована, щоб відповідати безперервності часу. Однак, як Річард Ролі був помічений мертвим, як і в Шибайголова #42, залишається незрозумілим, яка з цих двох версій має розглядатися в безперервності.[джерело?]
Значні зміни:
- Пізніше ця історія була перероблена в Amazing Spider-Man #116—118. Опублікована в 1973 році, ця версія була змінена відповідно до безперервності «Людина-павук» у той час. Це створює певну липкість в тому, що злочинні дії і смерть Релі розширюються і підтверджуються в Шибайголова #42. Хоча ім'я Людина-монстр (англ. Man-Monster) змінилося на "Smasher" у Amazing Spider-Man #116, ім'я Ролі залишається незмінним.[джерело?]